# 竹田定琮
竹田 定琮（たけだ さだみず、寛政4年12月29日（1793年2月9日） - 文政12年2月19日（1829年3月23日）は江戸時代後期の儒学者、教育者。福岡藩の藩儒竹田家の第7代当主。号は榛斎。字（あざな）は器甫。通称は定之進。

## 経歴
福岡藩の藩校である、修猷館の第2代総受持（館長）を務めた竹田家第5代当主竹田定矩(復斎)の子として生まれる。寛政11年（1799年）８歳の時に父定矩が死去し、叔父である修猷館第3代総受持を務めた竹田家第6代当主竹田定夫(梧亭)の養子となる。
菅茶山に学び、帰藩後に修猷館で教え、後に教授となる。養父定夫の福岡藩藩主黒田家の家譜編修をたすけた。